# Tessaratomidae

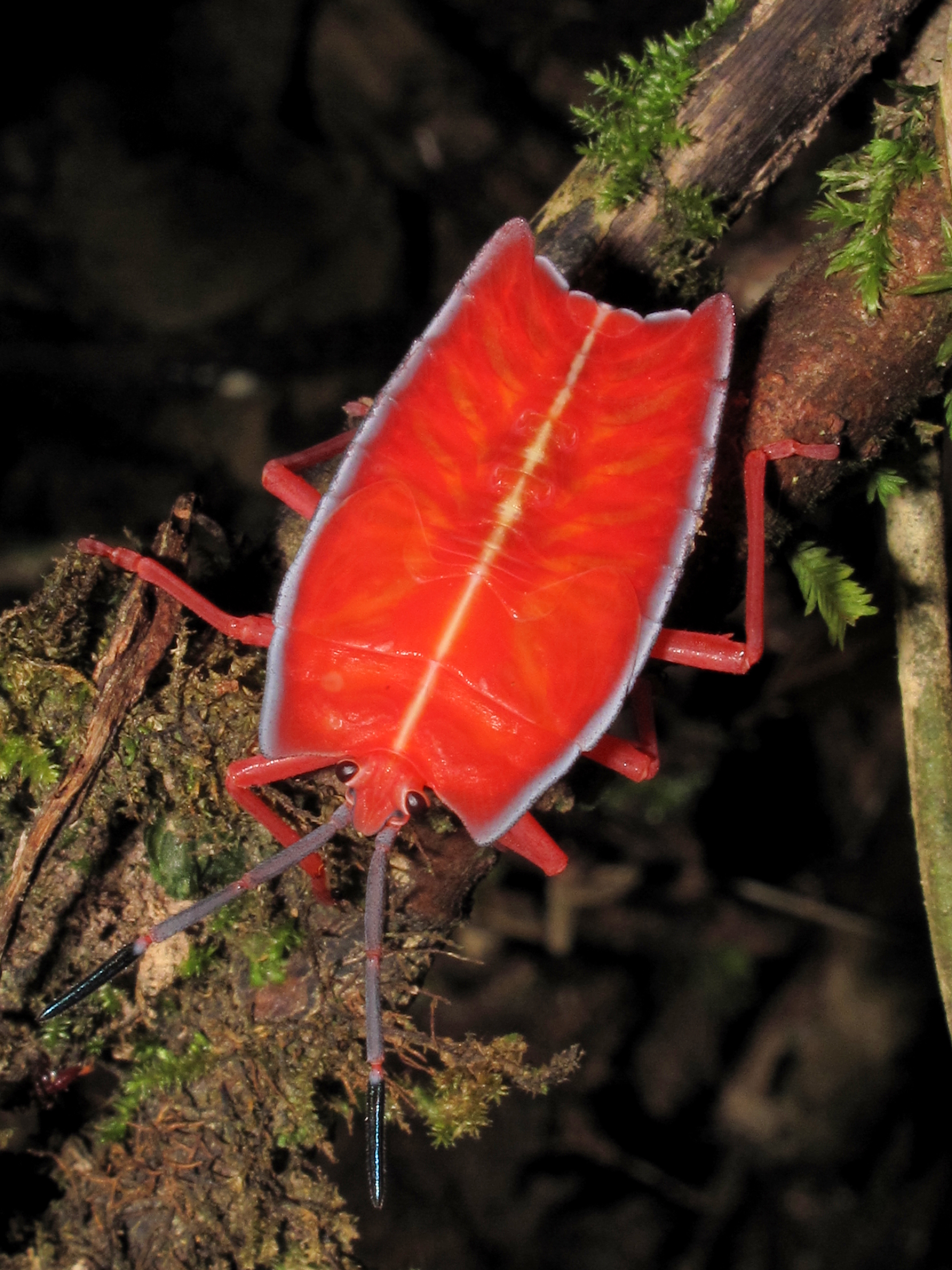
Nymphe von Pycanum rubens

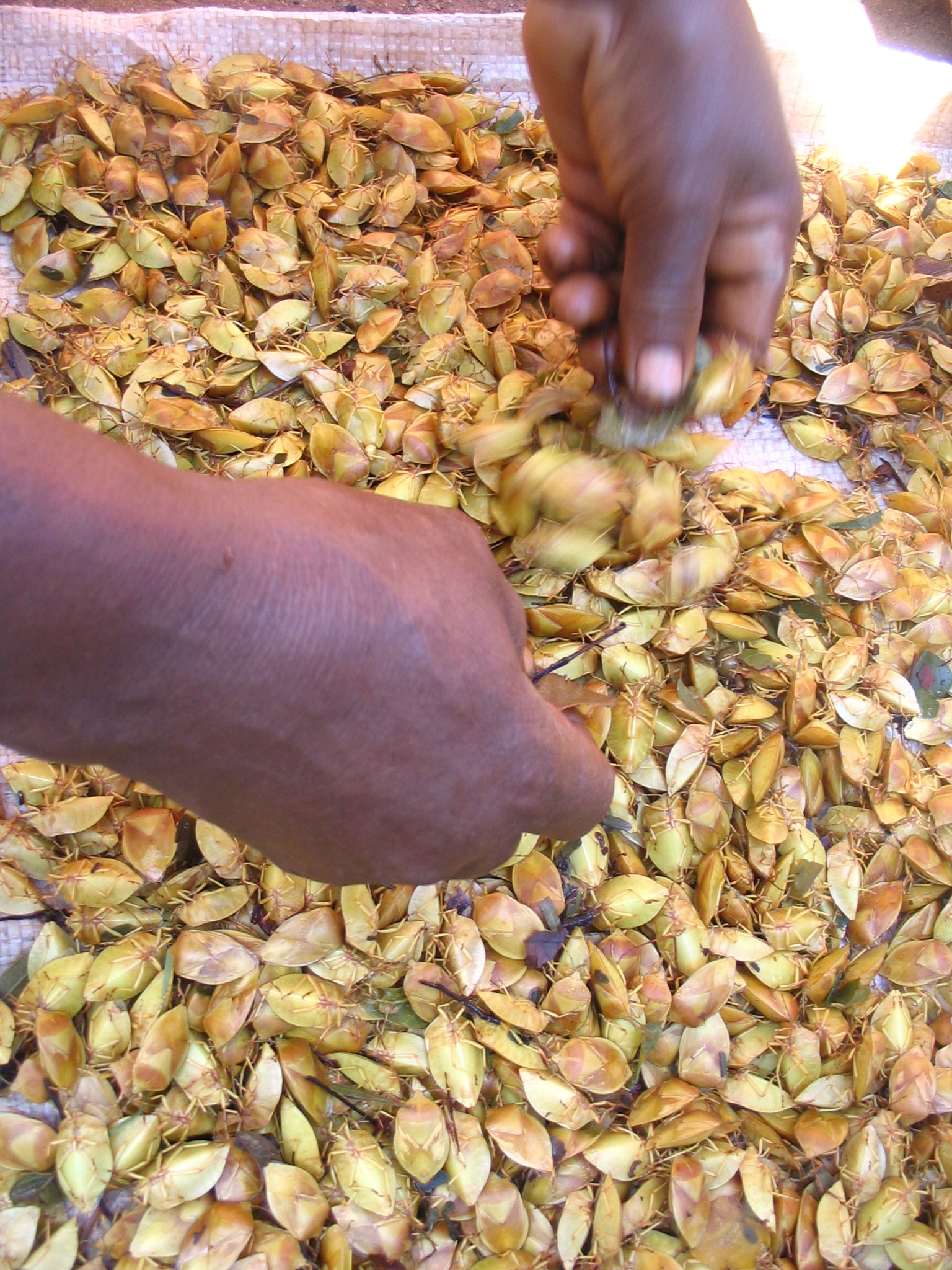
Verzehrfertige Encosternum delegorguei beim Sortieren

Die Tessaratomidae sind eine Familie der Wanzen (Heteroptera) innerhalb der Teilordnung Pentatomomorpha. Von ihnen sind ca. 240 Arten in 57 Gattungen bekannt.

## Merkmale
Die großen bis sehr großen Wanzen werden nicht selten über 15 Millimeter lang. Ihr kräftig gebauter Körper ist eiförmig bis langgestreckt eiförmig und hat Ähnlichkeit mit dem der Baumwanzen (Pentatomidae).
Ihr Kopf ist klein, dreieckig und zur Spitze hin deutlich schmaler als an der Basis. Er ist seitlich gekielt. Die Mandibeln treffen sich mittig vor der Stirnplatte (Clypeus). Die Fühler sind in der Regel viergliedrig, es gibt jedoch auch fünfgliedrige Arten, bei denen das dritte Glied sehr kurz ist. Das Labium ist kurz und überragt die Hüften (Coxen) der Vorderbeine nicht. Das Pronotum reicht über die Basis des Schildchens (Scutellum) hinaus. Letzteres ist dreieckig und verdeckt das Corium der Hemielytren nicht. Auf den Hinterflügeln ist ein Hamus (eine hakenförmige von der Media abgeleitete Querader in der Diskalzelle) vorhanden. Die Flügeladern der Membrane sind nicht netzartig. Das Mesosternum ist zur Seite hin zwischen den Hüften und nach vorne auf das Mesosternum vorgezogen. Meist ist es zu einem nach vorne gerichteten Keil vorgezogen, der fast die Vorderhüften erreicht und dessen Hinterrand an der Verbindung zum Hinterleib abgestutzt ist. Der äußere Teil des Ableitungsorgans der Duftdrüsen des Metathorax ist zurückgebildet. Die Tarsen sind zwei- oder dreigliedrig. Man kann sechs Paar Stigmen am Hinterleib erkennen, das am Sternum des zweiten Hinterleibssegments liegt bei den meisten Arten vollständig frei. Der Aedeagus hat bis zu vier Paar Fortsätze am Conjunctivum. Die Nymphen haben an den Terga des dritten bis sechsten Hinterleibssegment dorsal Duftdrüsenöffnungen. Die zwischen dem dritten und vierten Tergums sind manchmal klein und zwischen dem sechsten und siebten Tergum befindet sich eine kleine Einkerbung.
Die große Körpergröße, das vorstehende und vergrößerte, keilförmige Metasternum, das freie Stigma am zweiten Hinterleibssegment und vermutlich auch die auffällig gefärbten Nymphen charakterisieren die Familie.

## Vorkommen
Die Familie ist vor allem in den Tropen der Alten Welt verbreitet. Die weit verbreitete Gattung Piezosternum ist jedoch auch mit drei Arten in der Neotropis vertreten. In Europa ist die Familie nicht vertreten.

## Lebensweise
Sämtliche bisher bekannten Arten sind phytophag. Zu den bevorzugten Wirtspflanzen zählen vor allem Rosenartige (Rosales) und Seifenbaumartige (Sapindales), aber auf viele anderer Pflanzengruppen.

## Wirtschaftliche Bedeutung
Unter den Tessaratomidae finden sich auch eine Reihe von Arten mit wirtschaftlicher Bedeutung für die Landwirtschaft. So ist z. B. Musgraveia sulciventris ein Schädling in australischen Zitrusplantagen. Ein weiteres Beispiel ist Tessaratoma papillosa, die ein ernstzunehmender Schädling an Litschibaum (Litchi chinensis) und Longan (Dimocarpus longan) in China ist.
Eine ganze Reihe von Arten wird zum menschlichen Verzehr gesammelt, z. B. Encosternum delegorguei in Simbabwe und Südafrika, Arten der Gattung Pygoplatys und Tessaratoma papillosa und Tessaratoma javanica in Thailand, sowie Tessaratoma quadrata in Laos.

## Taxonomie und Systematik
Das Taxon wurde von Carl Stål 1864 erstbeschrieben. Leston betrachtete die Gruppe als Unterfamilie der Baumwanzen, stimmte jedoch später wie auch weitere Autoren dem Familienstatus zu, den die Gruppe bis heute innehat.
Folgende Unterfamilien, Tribus und Gattungen werden der Familie zugerechnet:
Unterfamilie Natalicolinae
- Cyclogastridea
- Elizabetha
- Empysarus
- Encosternum
- Haplosterna
- Natalicola
- Selenymenum
- Stevesonius

Unterfamilie Oncomerinae
- Agapophyta
- Cumare
- Erga
- Garceus
- Lyramorpha
- Musgraveia
- Neosalica
- Oncomeris
- Peltocopta
- Piezosternum
- Plisthenes
- Rhoecus
- Stilida
- Tamolia
- Tibiospina

Unterfamilie Tessaratominae
- Tribus Prionogastrini

- - Prionogaster

- Tribus Sepinini

- - Subtribus Platytataria
    - Platytatus

- - Subtribus Sepinaria
    - Ipamu
    - Malgassus
    - Pseudosepina
    - Rhynchotmetus
    - Sepina

- Tribus Tessaratomini

- - Subtribus Eusthenaria

- -     - Anacanthopus
    - Asiarcha
    - Aurungabada
    - Candace
    - Carpona
    - Dalcantha
    - Eurostus
    - Eurypleura
    - Eusthenes
    - Eusthenimorpha
    - Mattiphus
    - Megaedoeum
    - Origanaus
    - Pseudopycanum
    - Pycanum
    - Sanganus
    - Serrocarpona

- - Subtribus Tessaratomaria

- -     - Acidosterna
    - Amissus
    - Embolosterna
    - Enada
    - Hypencha
    - Mucanum
    - Pygoplatys
    - Siphnus
    - Tessaratoma

incertae sedis
- Tribus Notopomini

- - Notopomus

## Arten (Auswahl)
- Amissus testaceus Distant, 1909
- Encosternum delegorguei Spinola
- Mucanum patibulum Vollenhoven, 1868
- Musgraveia sulciventris (Stål, 1863)
- Oncomeris flavicornis (Guérin, 1831)
- Pycanum rubens (Fabricius, 1794)
- Tessaratoma javanica (Thunberg, 1783)
- Tessaratoma papillosa (Drury, 1770)
- Tessaratoma quadrata Distant, 1902

## Belege